# Стафоло (Анкона)
Стафоло (итал. Staffolo) насеље је у Италији у округу Анкона, региону Марке.
Према процени из 2011. у насељу је живело 1269 становника. Насеље се налази на надморској висини од 440 м.

## Становништво
| 1936. | 1951. | 1961. | 1971. | 1981. | 1991. | 2001. | 2011. |
| ----- | ----- | ----- | ----- | ----- | ----- | ----- | ----- |
| 3.406 | 3.443 | 2.854 | 2.427 | 2.226 | 2.153 | 2.217 | 2.290 |